# Drusus kazanciae
Drusus kazanciae is een schietmot uit de familie Limnephilidae. De soort komt voor in het Palearctisch gebied.